# Rudgwick
Rudgwick – wieś w Anglii, w hrabstwie West Sussex, w dystrykcie Horsham. Leży 37 km na północny wschód od miasta Chichester i 52 km na południowy zachód od Londynu. W 2001 miejscowość liczyła 2791 mieszkańców.